# Plaza Las Américas (Lázaro Cárdenas)
Plaza Las Américas Lázaro Cárdenas es un centro comercial del tipo Community Center ubicado al norte de la ciudad portuaria de Ciudad Lázaro Cárdenas, Michoacán, México, propiedad de la empresa mexicana Organización Ramírez (propietaria de la cadena mexicana de salas de cine Cinépolis). La obra inició su construcción el 23 de marzo de 2011 a través de la colocación de la primera piedra encabezada por el entonces Gobernador del Estado de Michoacán, Leonel Godoy Rangel en conjunto con el presidente del Consejo de Administración de Cinépolis y Organización Ramírez, Eduardo Ramírez Villalón, e inició sus operaciones el 7 de septiembre de 2011 con la inauguración de Sam's Club. El complejo comercial fue inaugurado oficialmente el 11 de octubre de 2012 con la inauguración del complejo de salas de cine Cinépolis, cuyo corte de listón inaugural fue encabezado por el presidente del Consejo de Administración de Cinépolis y Organización Ramírez, Eduardo Ramírez Villalón.

## Historia
Plaza Las Américas Lázaro Cárdenas surgió el 23 de marzo de 2011 cuando la empresa mexicana Organización Ramírez inició la construcción del complejo comercial en un predio ubicado al norte de la ciudad portuaria de Ciudad Lázaro Cárdenas, Michoacán, México en la Avenida Las Palmas a través de la colocación de la primera piedra piedra encabezada por el entonces Gobernador del Estado de Michoacán, Leonel Godoy Rangel en conjunto con el presidente del Consejo de Administración de Cinépolis y Organización Ramírez, el empresario mexicano Eduardo Ramírez Villalón y del Vicepresidente Senior del Desarrollo de Bienes Raíces del Grupo Walmart, Xavier Ezeta, el cual se generó una inversión total de más de 1,200 millones de pesos, de los cuales 400 millones de pesos fueron directamente de construcción, en los que se generaron un total de 2,000 empleos directos y 1,800 empleos indirectos a partir de su construcción. La obra inició sus operaciones el 7 de septiembre de 2011 con la inauguración del club de almacén Sam's Club de la cadena trasnacional de autoservicios Walmart de México y Centroamérica, el cual se generó una inversión total de 300 millones de pesos en los que se generaron un total de 500 empleos directos a partir de su inicio de operaciones bajo una superficie de 7,000 m2, en el que desde allí, el centro comercial Plaza Las Américas inició su proceso paulatino de aperturas de tiendas y restaurantes , entre ellas la inauguración de la tienda de autoservicio Walmart de la cadena trasnacional Walmart de México y Centroamérica, el cual inició sus operaciones el 20 de septiembre de 2011, así como la apertura del restaurante McDonald's, el cual inició sus operaciones el 22 de diciembre de 2011.
El 11 de octubre de 2012, el centro comercial fue inaugurado de manera oficial con el inicio de operaciones del complejo de salas de cine de la cadena mexicana Cinépolis, cuyo corte de listón inaugural fue encabezado por el presidente del Consejo de Administración de Cinépolis y Organización Ramírez, Eduardo Ramírez Villalón.
El 22 de mayo de 2020, en el marco de la Pandemia de COVID-19 en México, el Gobierno Municipal de Lázaro Cárdenas inició la construcción del Puente Peatonal en el exterior de las instalaciones del centro comercial Plaza Las Américas por la Avenida Las Palmas, esto con el objetivo de brindar seguridad vial a los peatones que transitan por el centro comercial así como la reducción de las afectaciones al flujo vehicular y accidentes entre los automovilistas que transiten por la zona del centro comercial Plaza Las Américas, cuya obra fue encabezada por la entonces presidenta municipal de Lázaro Cárdenas, María Itzé Camacho Zapiain en conjunto con El secretario de Obras Públicas Municipales de Lázaro Cárdenas, Juan Luis Nila Garibo, el cual se contó con una inversión total de 4 millones 200 mil pesos para su construcción.
El 1 de julio de 2020, durante el avance del 40% de la cimientación del Puente Peatonal Plaza Las Américas, cuya supervisión de obra estuvo encabezada por el secretario de Obras Públicas, Juan Luis Nila Garibo, se llevaron a cabo las reubicaciones del anuncio espectacular de Cinépolis Plaza Las Américas así como de la reubicación de la red eléctrica en coordinación con la Comisión Federal de Electricidad.
Posteriormente, el 14 de noviembre de 2020, entra en operaciones y se inaugura el Puente Peatonal Plaza Las Américas en el exterior de las instalaciones del centro comercial, cuya ceremonia de inauguración fue encabezada por la entonces presidenta municipal de Lázaro Cárdenas, María Itzé Camacho Zapiain en conjunto con el secretario de Obras Públicas Municipales de Lázaro Cárdenas, Juan Luis Nila Garibo, así como de los regidores Minerva Vázquez Salas, Filemón Acosta Aguirre, Bertha Alicia García Rico y Margarito Ortiz Vargas, y del secretario municipal de Lázaro Cárdenas, Horacio Ramírez Pérez, esto con el objetivo de brindar seguridad vial tanto a los peatones como a los automovilistas que transitan por el centro comercial Plaza Las Américas.
El 12 de septiembre de 2023, El Gobierno Municipal de Lázaro Cárdenas a través del Sistema DIF Municipal de Lázaro Cárdenas en coordinación con Fundación Cinépolis, iniciaron el programa social Vamos todos a Cinépolis mediante una función de cine en apoyo a personas de situación econonómica vulnerable, el cual se llevó a cabo dentro de las instalaciones de Cinépolis Plaza Las Américas, cuyo programa social fue encabezada por la entonces presidenta municipal de Lázaro Cárdenas, María Itzé Camacho Zapiain en conjunto con el Gerente de Cinépolis Plaza Las Américas Lázaro Cárdenas, Pedro Cardoso y de la Presidenta del Sistema DIF Municipal de Lázaro Cárdenas, Clara Zapian Guajardo, el cual se contó con una asistencia total de 500 personas. Posteriormente el 14 de noviembre de 2023, dentro del programa social Vamos todos a Cinépolis encabezado por el Gobierno Municipal de Lázaro Cárdenas a través del Sistema DIF Municipal de Lázaro Cárdenas en coordinación con Fundación Cinépolis llevaron a cabo una función de cine, el cual se contó con la asistencia de 200 niños provenientes de comunidades alejadas del municipio de Lázaro Cárdenas, esto dentro de las instalaciones de Cinépolis Plaza Las Américas, cuyo programa social estuvo encabezada por la entonces presidenta municipal de Lázaro Cárdenas, María Itzé Camacho Zapiain en conjunto con el Gerente de Cinépolis Plaza Las Américas Lázaro Cárdenas, Pedro Cardoso y de la Presidenta del Sistema DIF Municipal de Lázaro Cárdenas, Clara Zapian Guajardo.
El 10 de enero de 2024, Plaza Las Américas pasa por una reestucturación comercial y con ello inicia sus operaciones la tienda omnicanal Liverpool Express de la cadena mexicana de tiendas departamentales El Puerto de Liverpool.
El 3 de septiembre de 2024, se llevó a cabo el programa social Vamos todos a Cinépolis encabezado por el Gobierno Municipal de Lázaro Cárdenas a través del Sistema DIF Municipal de Lázaro Cárdenas en coordinación con Fundación Cinépolis dentro de las instalaciones de Cinépolis del centro comercial Plaza Las Américas como sede definida por el Sistema para el Desarrollo Integral de la Familia Municipal de Lázaro Cárdenas, cuyo programa social fue encabezado por la presidenta Honoraria del Sistema DIF Municipal, Dulce Citlali Rodríguez Rodríguez en conjunto con el gerente de Cinépolis Plaza Las Américas Lázaro Cárdenas, Pedro Cardozo, a través de una función de cine bajo la asistencia de 500 personas de escasos recursos dentro de las instalaciones de Cinépolis Plaza Las Américas, las cuales eran provenientes de las escuelas Naciones Unidas, Niños Héroes e Ignacio López Rayón.
Tiempo después, el 14 de noviembre de 2024,  se llevó a cabo el programa social Jovenes y Niños en Riesgo por parte del Gobierno Municipal de Lázaro Cárdenas a través del Sistema DIF Municipal de Lázaro Cárdenas en coordinación con Fundación Cinépolis dentro de las instalaciones de Cinépolis del centro comercial Plaza Las Américas, el cual estuvo encabezado por  la presidenta Honoraria del Sistema DIF Municipal, Dulce Citlali Rodríguez Rodríguez en conjunto con el gerente de Cinépolis Plaza Las Américas Lázaro Cárdenas, Pedro Cardozo y la directora  directora del DIF Lázaro Cárdenas, María de la Luz Núñez Chino, el cual se llevó a cabo una función de cine con asistencia de 200 alumnos provenientes de las escuelas de educación preescolar San Miguel Arcángel; Mahatma Gandhi de la colonia La Toriz; Vasco de Quiroga de la colonia Transportistas de Guacamayas; Amado Nervo de la comunidad de El Bejuco y el preescolar de la colonia Plutarco Elías Calles. Asimismo,  en la misma fecha, la Dirección de Seguridad Pública Municipal de Lázaro Cárdenas inició el Operativo Buen Fin dentro de las instalaciones del centro comercial Plaza Las Américas,  el cual fue encabezado por el Secretario del H. Ayuntamiento  Municipal de Lázaro Cárdenas, Héctor García Calderón en representación del Presidente Municipal de Lázaro Cárdenas, Manuel Esquivel Bejarano,  en conjunto con  el director de seguridad pública municipal, José Héctor Hernández Villalobos,  esto con el objetivo de garantizar y salvaguardar la seguridad personal y patrimonial de los habitantes del municipio de Lázaro Cárdenas durante la temporada del Buen Fin 2024.

## Características
Plaza Las Américas Lázaro Cárdenas consta de un centro comercial estilo Community Center  estructurado a una sola planta ubicado al norte del municipio de Ciudad Lázaro Cárdenas, Michoacán, México en la Avenida Las Palmas, el cual cuenta con una superficie total de 82,000 m2 en su área de construcción), de los cuales 38,000 m2 pertenecen al área rentable.
Empresarial y comercialmente, el complejo comercial  se compone por tres tiendas ancla conformadas por dos tiendas de autoservicio (Walmart y Sam's Club) y un complejo de salas de cine de la cadena mexicana Cinépolis así como de dos tiendas subanclas conformadas por una tienda omnicanal (Liverpool Express) y una papelería (Office Depot de la empresa mexicana Grupo Gigante). En tanto, sus espacios comerciales restantes la conforman tiendas en las divisiones de ropa, calzado, accesorios, artículos para el hogar, telefonía móvil, cuidado personal, maquillaje, artículos deportivos, joyería y perfumería, así como restaurantes, área de comida rápida y servicios varios como salones de belleza, ópticas, clínica de belleza, sucursales bancarias y cajeros automáticos, entre otros giros de índole local, estatal, regional, nacional e internacional.
Administrativamente, Plaza Las Américas Lázaro Cárdenas es operada y se encuentra bajo propiedad de la empresa mexicana Organización Ramírez, la cual es también propietaria de la cadena mexicana de salas de cine Cinépolis, empresa encabezada por el empresario mexicano y presidente del Consejo de Administración de Cinépolis y Organización Ramírez, Eduardo Ramírez Villalón.